# Ektropion

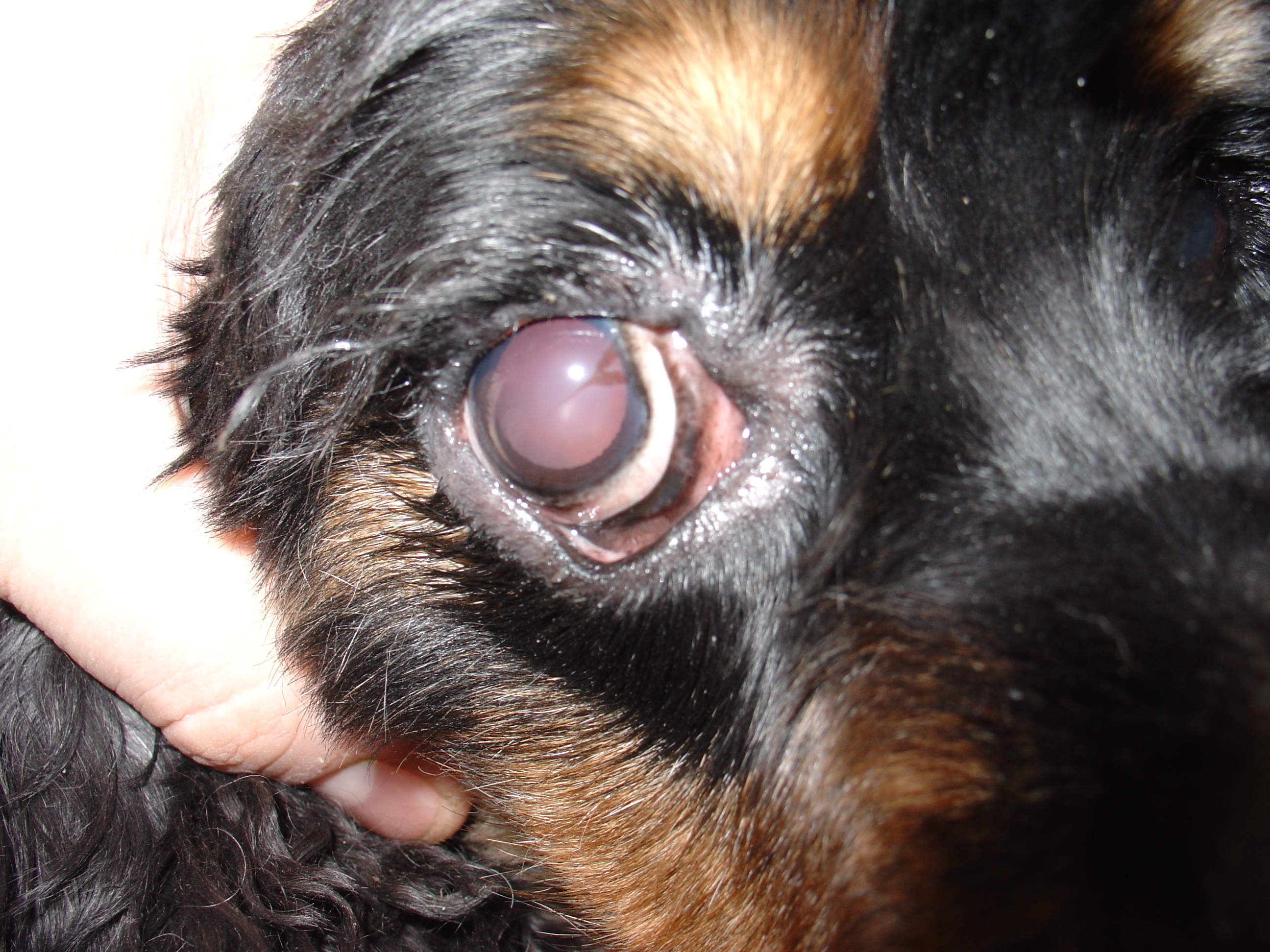
Ektropion u Cocker spaniela.

Ektropion, ektropium – odwinięcie powieki. Występuje u ludzi, a także jako dziedziczna przypadłość dotykająca psy dużych ras, mogąca spowodować długotrwałe drażnienie rogówki, w wyniku czego może dojść do jej uszkodzenia. Podobnie skutki powoduje entropion.
Mianem ektropion określa się również wywinięcie błony śluzowej szyjki macicy.